# Creolestes rubricornis
Creolestes rubricornis là một loài ruồi trong họ Asilidae. Creolestes rubricornis được Philippi miêu tả năm 1865.